# Rondibilis blotei
Rondibilis blotei là một loài bọ cánh cứng trong họ Cerambycidae.